# Kaiserslautern-Süd
Kaiserslautern-Süd est une Verbandsgemeinde (collectivité territoriale) de l'arrondissement de Kaiserslautern dans la Rhénanie-Palatinat en Allemagne. Le siège de cette Verbandsgemeinde est dans la ville de Kaiserslautern, mais celle-ci ne fait pas partie du territore de la municipalité.
La Verbandsgemeinde de Kaiserslautern-Süd consiste en cette liste d'Ortsgemeinden (municipalités locales):

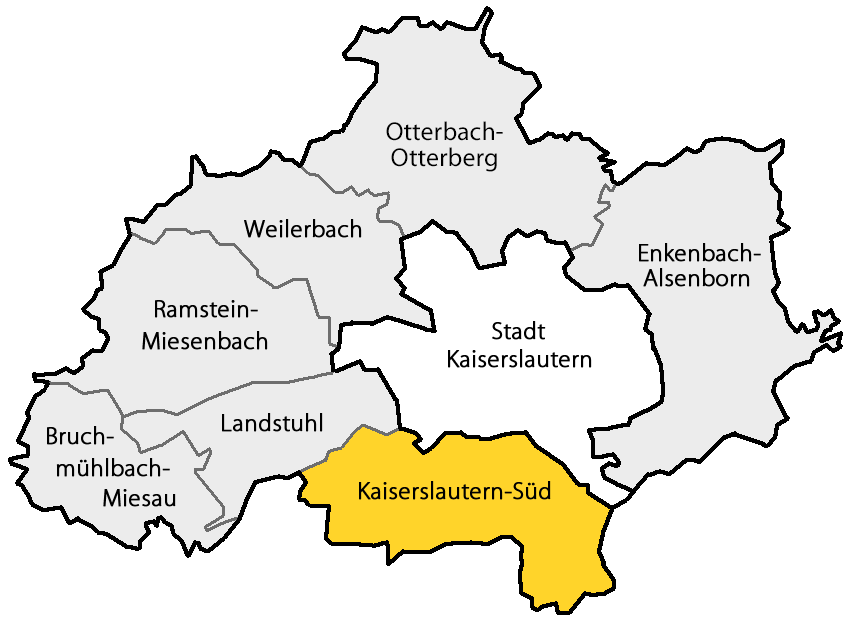
Localisation du Verbandsgemeinde de Kaiserslautern-Süd dans l'arrondissement de Kaiserslautern

1. Krickenbach
2. Linden
3. Queidersbach
4. Schopp
5. Stelzenberg
6. Trippstadt